# Kolarstwo na Letnich Igrzyskach Olimpijskich 1936 – wyścig drużynowy na dochodzenie mężczyzn
Wyścig drużynowy na dochodzenie był jedną z konkurencji rozgrywanych podczas XI Letnich Igrzysk Olimpijskich. Został rozegrany w dniach 6 - 8 sierpnia 1936 roku.
Wystartowało 13 czteroosobowych zespołów.

## Wyniki

### Pierwsza runda
Osiem zespołów z najlepszymi czasami awansowało do drugiej rundy.
| Pozycja | Wyścig | Państwo           | Zawodnicy                                                          | Czas   | Uwagi |
| ------- | ------ | ----------------- | ------------------------------------------------------------------ | ------ | ----- |
| 1.      | 7      | Francja           | Robert Charpentier Jean Goujon Guy Lapébie Roger Le Nizerhy        | 4:41,8 | Q     |
| 2.      | 6      | III Rzesza        | Erich Arndt Heinz Hasselberg Heiner Hoffmann Karl Klöckner         | 4:48,6 | Q     |
| 3.      | 3      | Dania             | Karl Magnussen Erik Friis Helge Jacobsen Hans Christian Nielsen    | 4:49,4 | Q     |
| 4.      | 1      | Włochy            | Bianco Bianchi Mario Gentili Armando Latini Severino Rigoni        | 4:49,6 | Q     |
| 5.      | 7      | Wielka Brytania   | Harry Hill Ernest Johnson Charles King Ernie Mills                 | 4:50,0 | Q     |
| 6.      | 2      | Belgia            | Jean Alexandre Frans Cools Auguste Garrebeek Armand Putzeys        | 4:54,0 | Q     |
| 7.      | 3      | Szwajcaria        | Walter Richli Ernst Fuhrimann Albert Kägi Werner Wägelin           | 4:56,4 | Q     |
| 8.      | 2      | Węgry             | István Liszkay Miklós Németh László Orczán Ferenc Pelvássy         | 4:57,8 | Q     |
| 9.      | 1      | Kanada            | Lionel Coleman George Crompton Bob McLeod George Turner            | 4:58,4 |       |
| 10.     | 6      | Austria           | Josef Genschieder Josef Moser Karl Schmaderer Karl Wölfl           | 5:02,2 |       |
| 11.     | 5      | Stany Zjednoczone | Albert Byrd William Logan Charles Morton John Sinibaldi            | 5:07,4 |       |
| 12.     | 4      | Bułgaria          | Marin Nikołow Bogdan Janczеw Gеorgi Wеlinow Sawa Gеrczеw           | 5:10,4 |       |
| 13.     | 5      | Holandia          | Chris Kropman Adrie Zwartepoorte Ben van der Voort Gerrit van Wees | DNF    |       |

### Runda 2
W drugiej rundzie podział na poszczególne wyścigi odbył się na podstawie wyników pierwszej rundy i odbył się według zasady:
Wyścig 1 : 1 drużyna kwalifikacji z 8 drużyną kwalifikacji

Wyścig 2 : 2 drużyna kwalifikacji z 7 drużyną kwalifikacji

Wyścig 3 : 3 drużyna kwalifikacji z 6 drużyną kwalifikacji

Wyścig 4 : 4 drużyna kwalifikacji z 5 drużyną kwalifikacji

Cztery drużyny z najlepszymi czasami awansowały do półfinałów.
| Pozycja | Wyścig | Państwo         | Zawodnicy                                                      | Czas   | Uwagi |
| ------- | ------ | --------------- | -------------------------------------------------------------- | ------ | ----- |
| 1.      | 1      | Francja         | Robert Charpentier Jean Goujon Guy Lapébie Roger Le Nizerhy    | 4:47,2 | Q     |
| 2.      | 4      | Włochy          | Bianco Bianchi Mario Gentili Armando Latini Severino Rigoni    | 4:47,4 | Q     |
| 3.      | 4      | Wielka Brytania | Harry Hill Ernest Johnson Charles King Ernie Mills             | 4:51,0 | Q     |
| 4.      | 2      | III Rzesza      | Erich Arndt Heinz Hasselberg Heiner Hoffmann Karl Klöckner     | 4:56,2 | Q     |
| 5.      | 2      | Szwajcaria      | Walter Richli Ernst Fuhrimann Albert Kägi Werner Wägelin       | 4:58,0 |       |
| 6.      | 3      | Belgia          | Jean Alexandre Frans Cools Auguste Garrebeek Armand Putzeys    | 4:58,2 |       |
| 7.      | 1      | Węgry           | István Liszkay Miklós Németh László Orczán Ferenc Pelvássy     | 5:03,4 |       |
| 8.      | 3      | Dania           | Arne Pedersen Erik Friis Helge Jacobsen Hans Christian Nielsen | DNF    |       |

### Półfinały
Wyścig 1
| Pozycja | Reprezentacja | Zawodnik                                                    | Czas   | Uwagi |
| ------- | ------------- | ----------------------------------------------------------- | ------ | ----- |
| 1.      | Francja       | Robert Charpentier Jean Goujon Guy Lapébie Roger Le Nizerhy | 4:42,4 |       |
| 2.      | III Rzesza    | Erich Arndt Heinz Hasselberg Heiner Hoffmann Karl Klöckner  | 4:54,6 |       |

Wyścig 2
| Pozycja | Zawodnik        | Reprezentacja                                               | Czas   | Uwagi |
| ------- | --------------- | ----------------------------------------------------------- | ------ | ----- |
| 1.      | Włochy          | Bianco Bianchi Mario Gentili Armando Latini Severino Rigoni | 4:49,2 |       |
| 2.      | Wielka Brytania | Harry Hill Ernest Johnson Charles King Ernie Mills          | 4:50,0 |       |

### Wyścig o brązowy medal
| Pozycja | Reprezentacja   | Zawodnik                                                   | Czas   | Uwagi |
| ------- | --------------- | ---------------------------------------------------------- | ------ | ----- |
| brąz    | Wielka Brytania | Harry Hill Ernest Johnson Charles King Ernie Mills         | 4:53,6 |       |
| 4.      | III Rzesza      | Erich Arndt Heinz Hasselberg Heiner Hoffmann Karl Klöckner | 4:55,0 |       |

### Finał
| Pozycja | Reprezentacja | Zawodnik                                                    | Czas   | Uwagi |
| ------- | ------------- | ----------------------------------------------------------- | ------ | ----- |
| złoto   | Francja       | Robert Charpentier Jean Goujon Guy Lapébie Roger Le Nizerhy | 4:45,0 |       |
| srebro  | Włochy        | Bianco Bianchi Mario Gentili Armando Latini Severino Rigoni | 4:51,0 |       |